# BM-27飓风火箭炮
BM-27飓风火箭炮 （俄語：БМ-27 Ураган) 是一种自行火炮，也是一種220毫米口徑的多管火箭炮，它可以发射集束彈藥。蘇聯陸軍于1970年代末开始使用這種火箭炮。2008年，一款名为“飓风-1M”的升级版投入使用。 